# 天水囲遊泳池

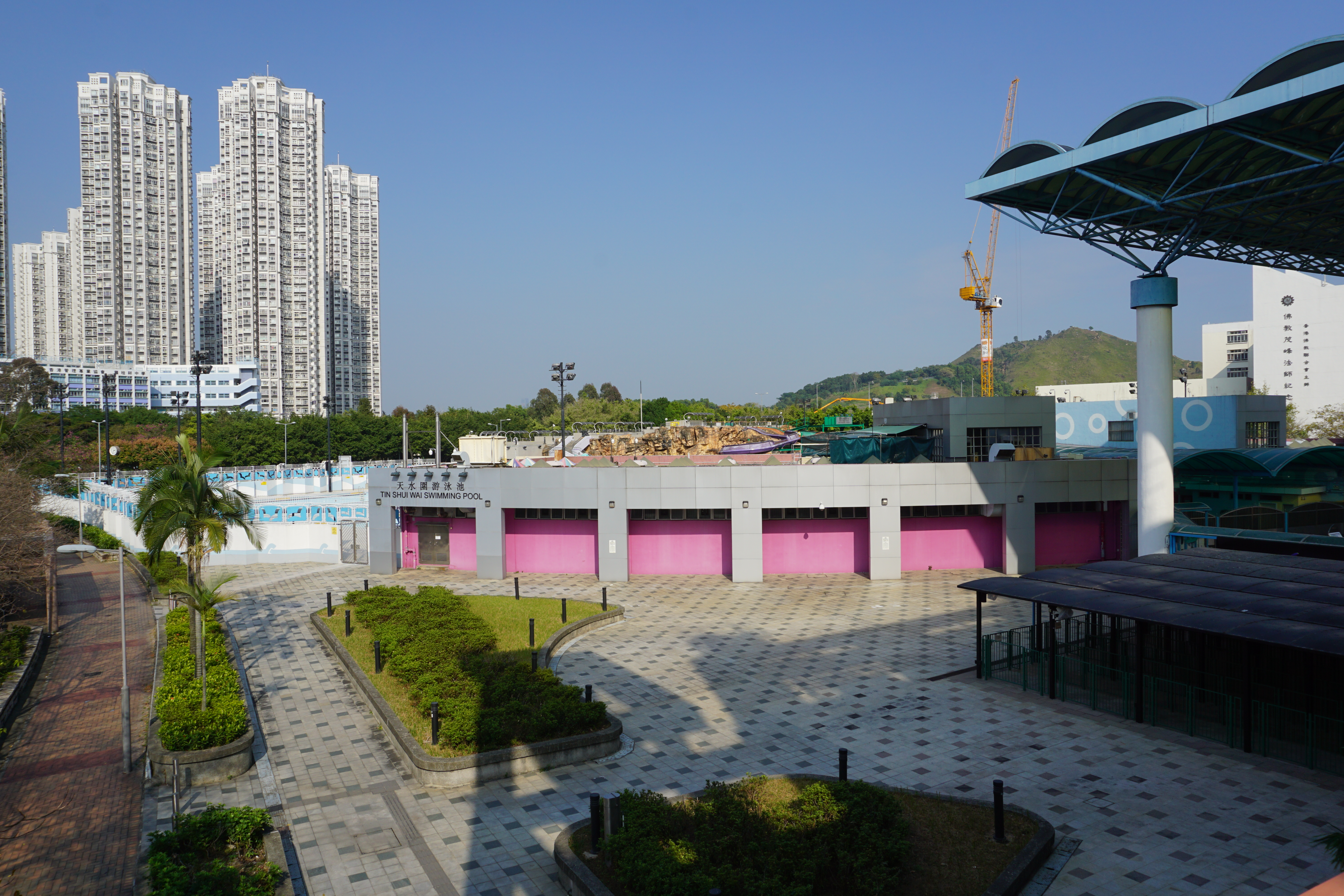
天水囲遊泳池

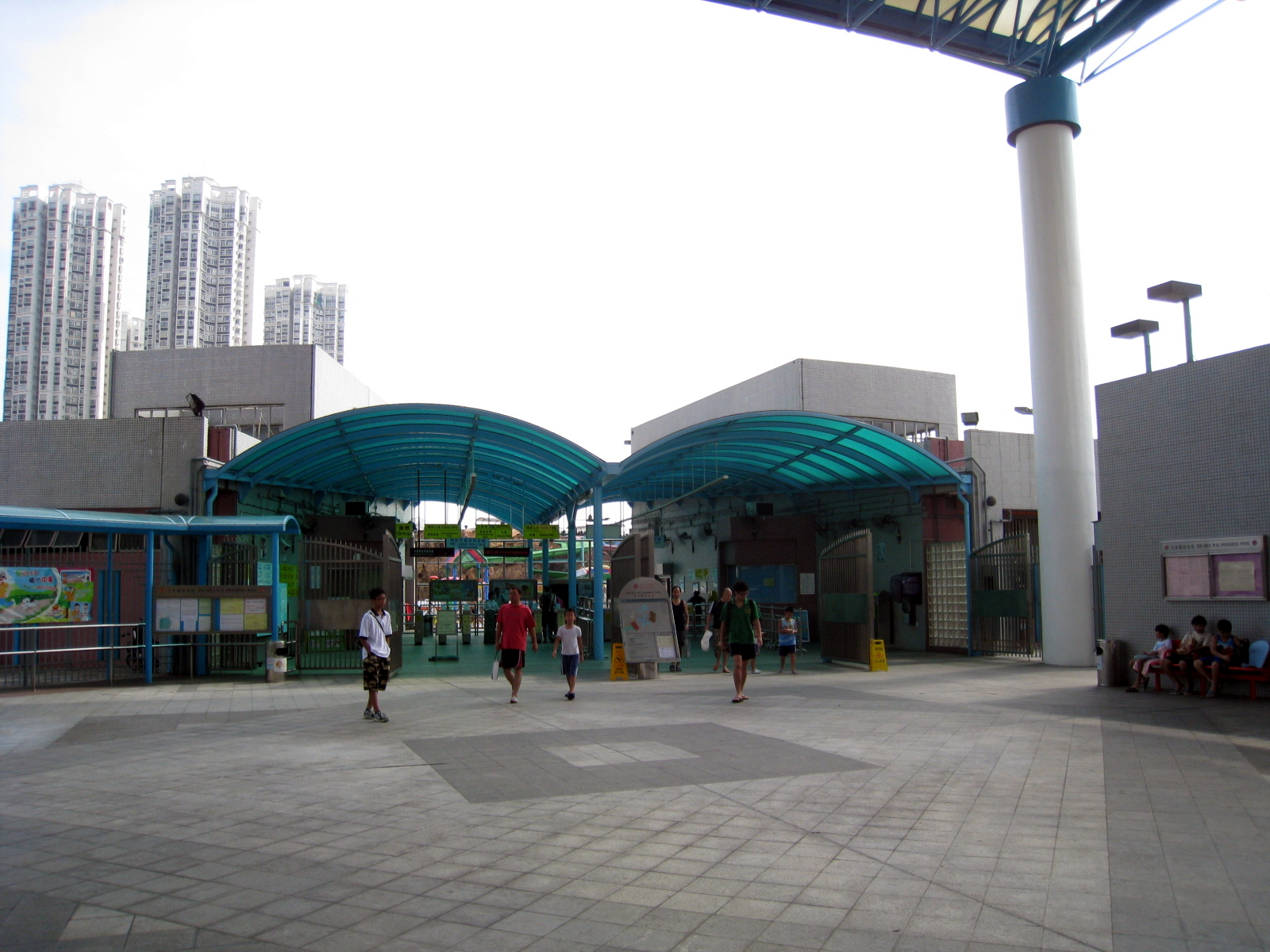
天水囲遊泳池の入口

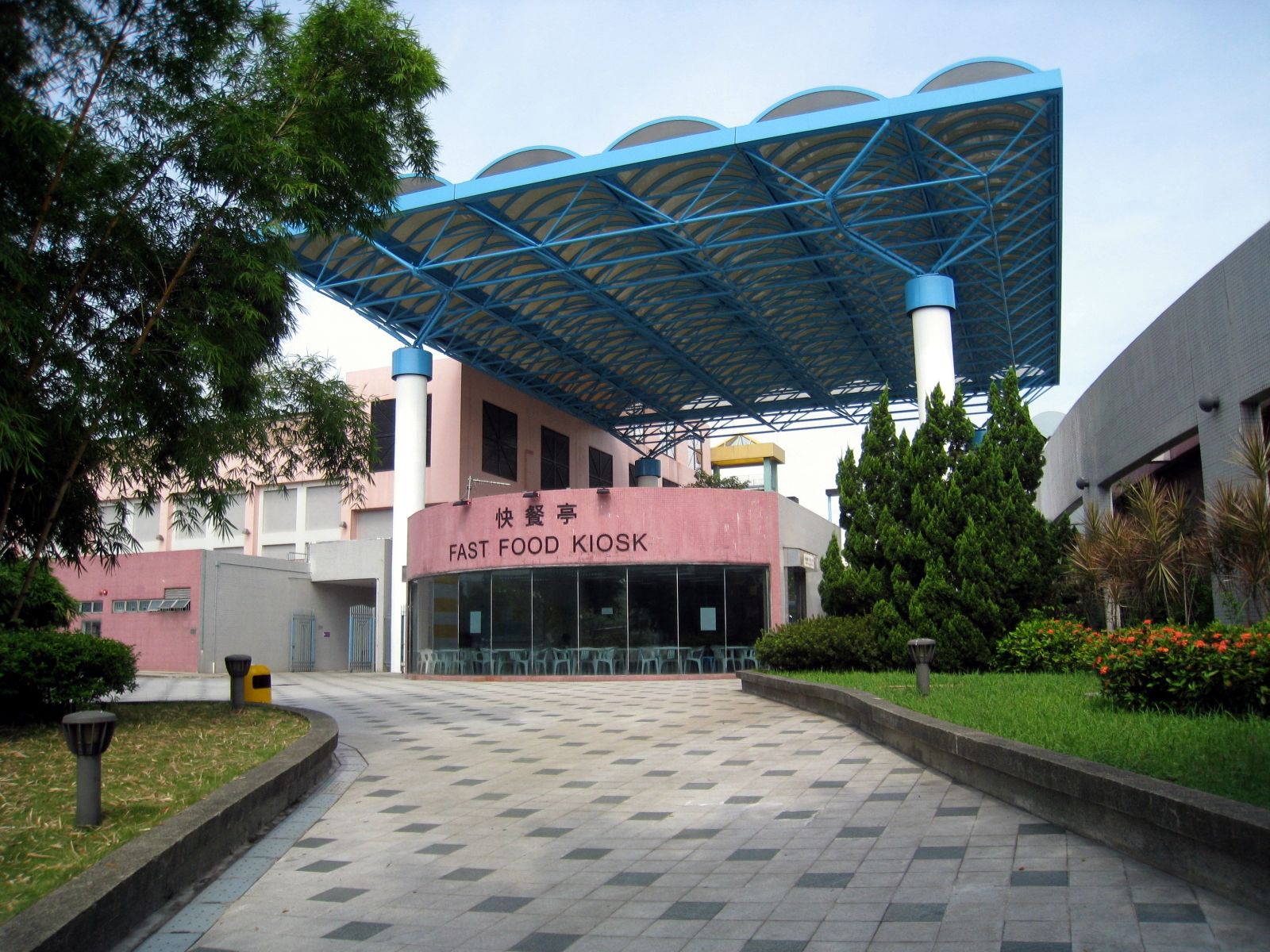
遊泳池にあるファストフードキオスク

天水囲遊泳池 (英語: Tin Shui Wai Swimming Pool) は、香港の元朗区天水囲天柏路1号にあるプールである。1995年7月22日にオープンし、康楽・文化事務署が管理している。天慈邨や天耀邨に近い。
周辺には天水囲市中心の天水囲体育館があり、プール内には遊技プールのほか、ウォータースライダー3基、日光浴のできるデッキチェアなどが備わっている。
2015年夏、康楽・文化事務署は各公共プールの入場料を一律平日17香港ドル、休日19ドルに設定した。また、60歳以上の高齢者、3〜13歳の児童、全日制学校の学生と同伴者1名に関しては8〜9香港ドル、3歳以下は無料となっている。また月間入場券は大人が300ドル、子供・高齢者などは150ドルである。
プール内には子供用施設もあるが、12歳以下の子供は成人の保護者同伴でないと入場できない。

## 施設
遊泳池内には、訓練プール、習泳プール、遊技用プール/嬉水池、スライダー（3基、身長制限1.3m以上）、日光浴場、プールサイドデッキチェア、家庭用更衣室、トイレ、観客席、電子点数板がある。また、ファストフード店も設置されており、午後6時まで営業。
男女更衣室にはそれぞれトイレ、シャワー室（シャンプーなどは置かれていない）、ドライヤー、椅子とロッカー（5香港ドル、リターン式）が設置されている。ほかに紙幣両替機（10・20香港ドル）が用意されている。
障がい者向けの通路、更衣室、トイレも存在する。

## 開放時間
毎年4月から10月の間オープンしている。冬季は閉鎖。
| 解放時間     | 時間        |
| ------------ | ----------- |
| 第1節        | 06:30-12:00 |
| 第2節        | 13:00-18:30 |
| 第3節        | 19:30-22:00 |
| 暫停開放時段 | 12:00-13:00 |

毎週木曜日は清掃日となっている。木曜日が祝日にあたる場合、翌金曜日が清掃日となり閉鎖される。

## 喫煙
プール内は全面禁煙である。

## 周辺施設
- 天水囲体育館
- 天水囲公園
- 軽鉄天湖駅
- 天慈邨

## 交通
MTR
- 軽鉄 天湖駅

バス